# Championnat de Grenade de football 2008
Navigation
Saison précédente Saison 2010
La saison 2008 du Championnat de Grenade de football est la trente-neuvième édition de la Premier Division, le championnat national à la Barbade. Les dix équipes engagées sont regroupées au sein d'une poule unique où elles s'affrontent à deux reprises. En fin de saison, le dernier du classement est relégué tandis que l'avant-dernier dispute un barrage de promotion-relégation face au vice-champion de First Division.
C'est le Carib Hurricanes FC qui remporte la compétition cette saison après avoir terminé en tête du classement final, avec trois points d'avance sur Eagle Super Strikers et six sur Fontenoy United. Il s’agit du troisième titre de champion de Grenade de l'histoire du club après celui remporté en 2005.

## Les clubs participants
- Chantimelle FC
- Carib Hurricanes FC
- ASOMS Paradise
- Willis Youths FC - Promu de First Division
- Queens Park Rangers
- Fontenoy United
- South Stars FC
- Ball Dogs FC - Promu de First Division
- Grenada Boys Secondary School FC
- Eagle Super Strikers

## Compétition
Le barème de points servant à établir le classement se décompose ainsi :
- Victoire : 3 points
- Match nul : 1 point
- Défaite : 0 point

### Classement
| Rang | Équipe                           | Pts | J  | G  | N | P  | Bp | Bc | Diff |
| ---- | -------------------------------- | --- | -- | -- | - | -- | -- | -- | ---- |
| 1    | Carib Hurricanes FC              | 37  | 18 | 11 | 4 | 3  | 26 | 18 | +8   |
| 2    | Eagle Super Strikers             | 34  | 18 | 10 | 4 | 4  | 29 | 20 | +9   |
| 3    | Fontenoy United                  | 31  | 18 | 8  | 7 | 3  | 22 | 13 | +9   |
| 4    | Queens Park Rangers              | 28  | 18 | 7  | 7 | 4  | 27 | 16 | +11  |
| 5    | South Stars FC                   | 26  | 18 | 7  | 5 | 6  | 32 | 30 | +2   |
| 6    | Grenada Boys Secondary School FC | 26  | 18 | 6  | 8 | 4  | 20 | 19 | +1   |
| 7    | ASOMS ParadiseT                  | 23  | 18 | 7  | 2 | 9  | 31 | 27 | +4   |
| 8    | Ball Dogs FCP                    | 18  | 18 | 5  | 3 | 10 | 18 | 29 | -11  |
| 9    | Chantimelle FC                   | 17  | 18 | 5  | 2 | 11 | 18 | 28 | -10  |
| 10   | Willis Youths FCP                | 8   | 18 | 2  | 2 | 14 | 9  | 32 | -23  |

|  | Champion de Grenade 2008                         |
|  | Participation au barrage de promotion-relégation |
|  | Relégation en First Division                     |
|  | T : Tenant du titre P : Promu de First Division  |

### Barrage de promotion-relégation
Chantimelle FC, neuvième de Premier Division, affronte Police FC, vice-champion de deuxième division. Les résultats ne sont pas connus mais il s'avère que c'est Chantimelle FC qui s'impose et conserve donc sa place parmi l'élite.

## Bilan de la saison
| Championnat de Grenade de football 2008 |                                |
| Champion                                | Carib Hurricanes FC (3e titre) |
| Coupes et trophées                      |                                |
| Vainqueur de la Coupe de Grenade 2008   | Non disputée                   |
| Promotions et relégations               |                                |
| Promus en Premier Division              | Hard Rock FC                   |
| Relégués en First Division              | Willis Youths FC               |